# William Marshall Craig

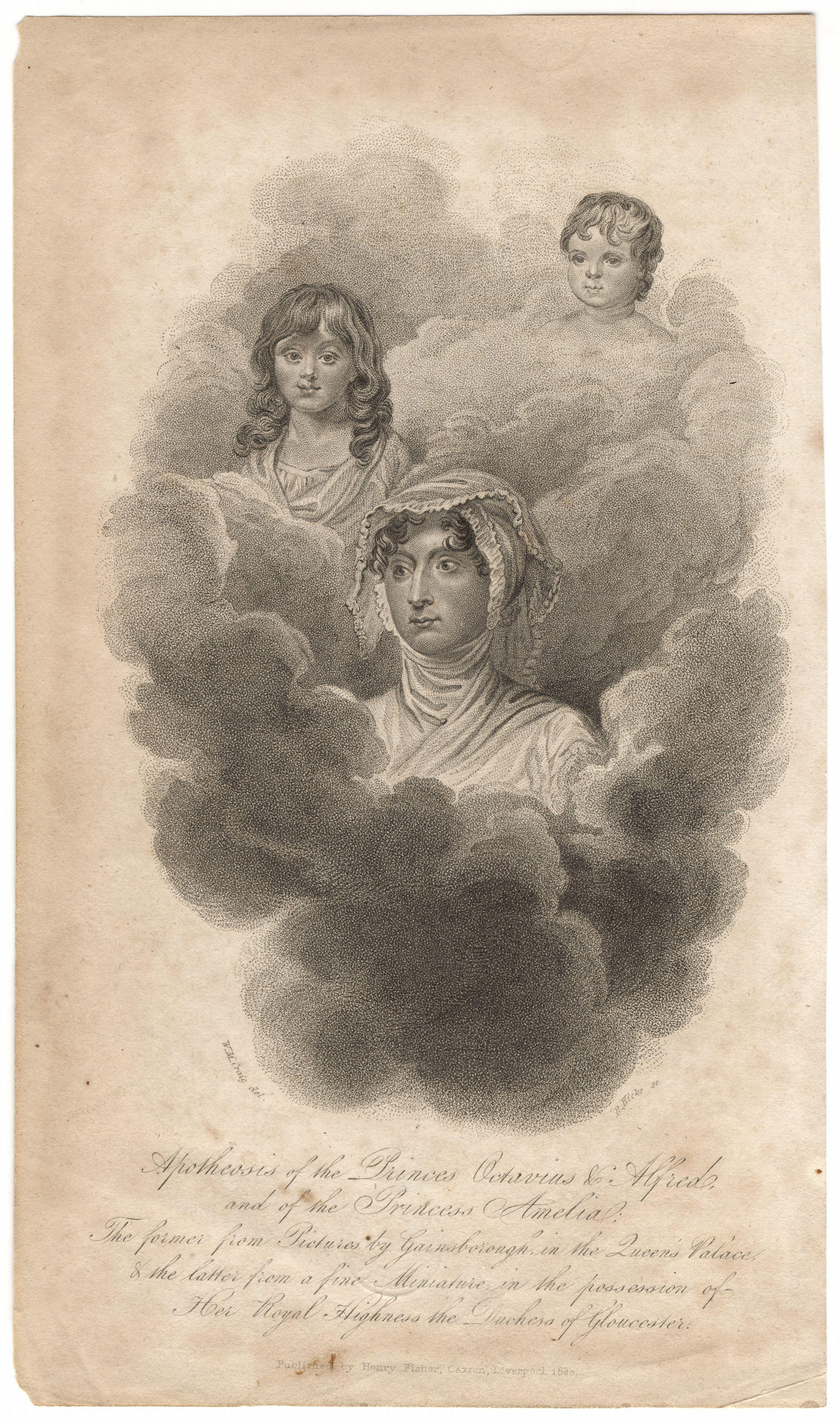
Apotheosis of the Princes Octavius & Alfred, and of the Princess Amelia von William Marshall Craig, 1820

William Marshall Craig (* um 1765 in Edinburgh; † um 1834 in England) war ein englischer Zeichner, Maler und Kupferstecher.

## Leben
William Marshall Craig arbeitete zunächst als Maler und Stecher in Manchester (1788), ließ sich dann um 1791 in London nieder, wo er zum Hofmaler der Königin ernannt wurde. Er beteiligte sich bis 1827 an zahlreichen Ausstellungen der Royal Academy sowie in britischen Museen und Galerien. Im Mittelpunkt seines Schaffens standen Porträts, Landschaften und Genremotive, vorwiegend als Aquarelle und Tuschezeichnungen. Besonderen Erfolg hatte er mit Miniaturbildern, die pausbäckige Kinder beim Spiel darstellten. So wurde er Aquarellmaler der Königin und Miniaturmaler des Herzogs und der Herzogin von York. Viele seiner Genre-Miniaturen und Porträtaquarelle wurden als Kupferstiche vervielfältigt. Er brillierte auch als Zeichner auf Holz und als Buchillustrator. Craig betätigte sich auch als Kunstlehrer – auch für die Mitglieder des englischen Hofes – und verfasste Lehrbücher, die er mit eigenen Kupferstichen und Holzschnitten illustrierte.

## Illustrierte Werke
- An Essay on the Study of Nature in Drawing Landscape. London 1795 (Volltext in der Google-Buchsuche).
- The Wreath. London 1804 (Volltext in der Google-Buchsuche).
- Sports of Love, in Six Poems and Six Etchings. London 1818 (Volltext in der Google-Buchsuche).
- A Course of Lectures on Drawing, Painting, and Engraving. London 1821 (Volltext in der Google-Buchsuche).
- Memoir of Her Majesty Sophia Charlotte, of Mecklenburg Strelitz, Queen of Great Britain. Liverpool 1818 (Volltext in der Google-Buchsuche).